# Mortes em setembro de 2018
Mortes em 2018: ← Janeiro – Fevereiro – Março – Abril – Maio – Junho – Julho – Agosto – Setembro – Outubro – Novembro – Dezembro →
Esta é uma relação de pessoas notáveis que morreram durante o mês de setembro de 2018, listando nome, nacionalidade, ocupação e ano de nascimento.

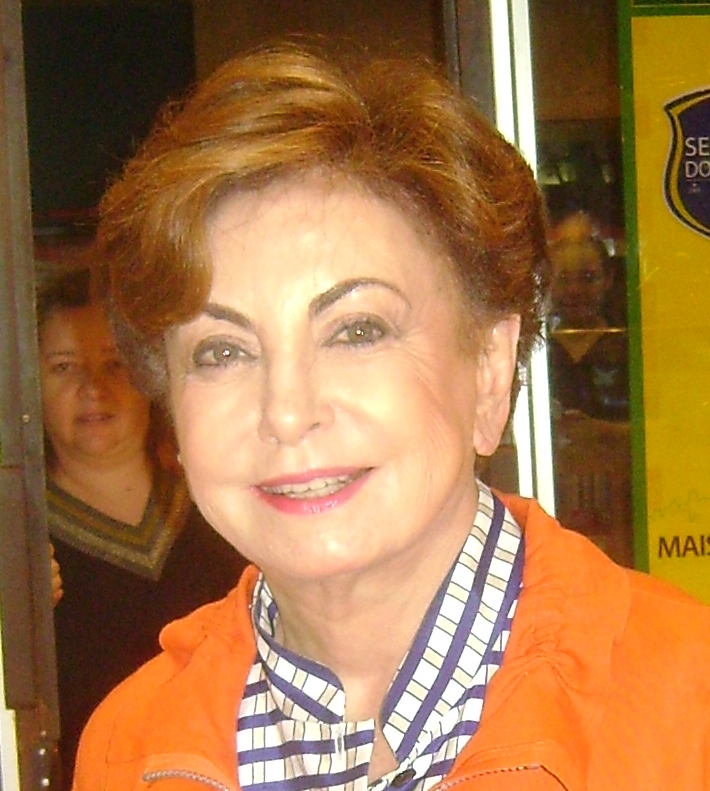
Beatriz Segall, atriz brasileira.

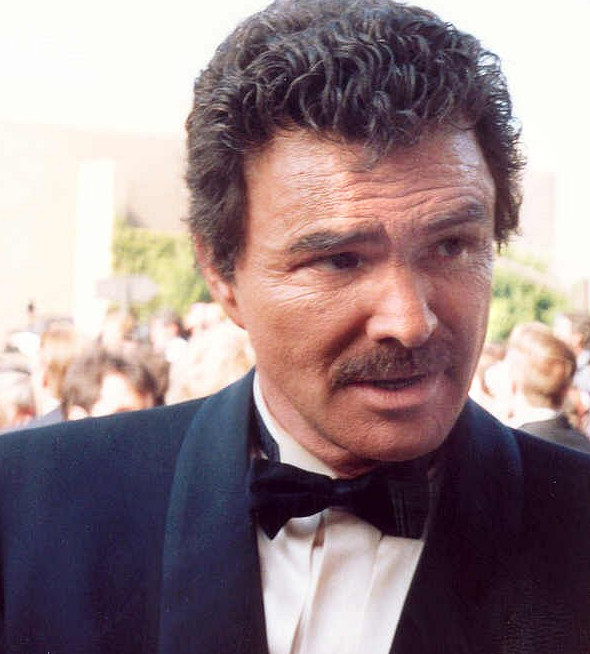
Burt Reynolds, ator norte-americano.

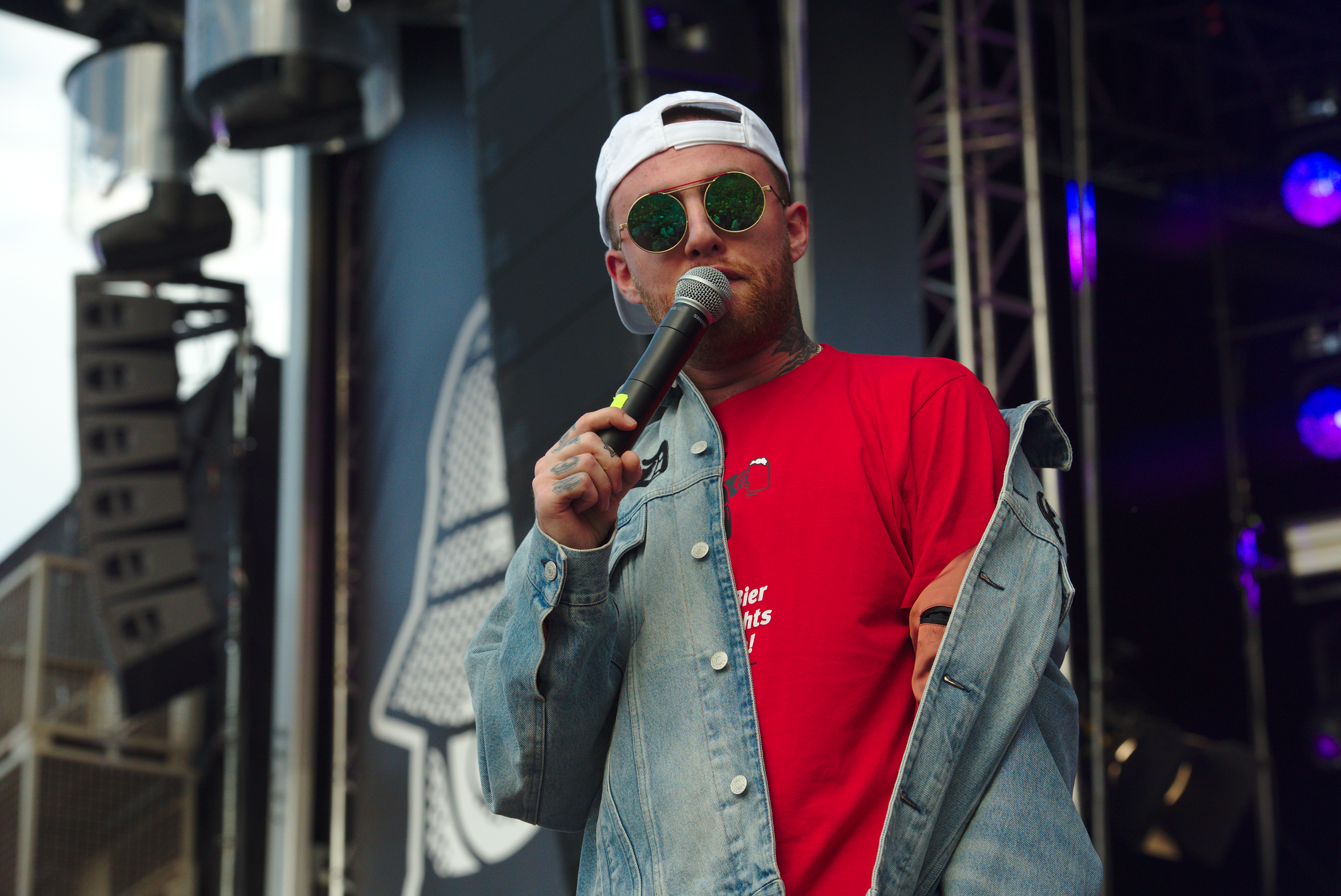
Mac Miller, rapper norte-americano.

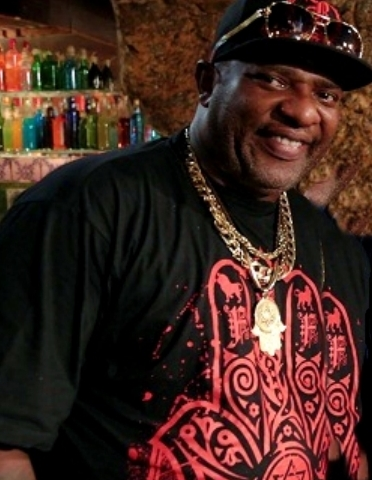
Mr. Catra, cantor e compositor brasileiro.

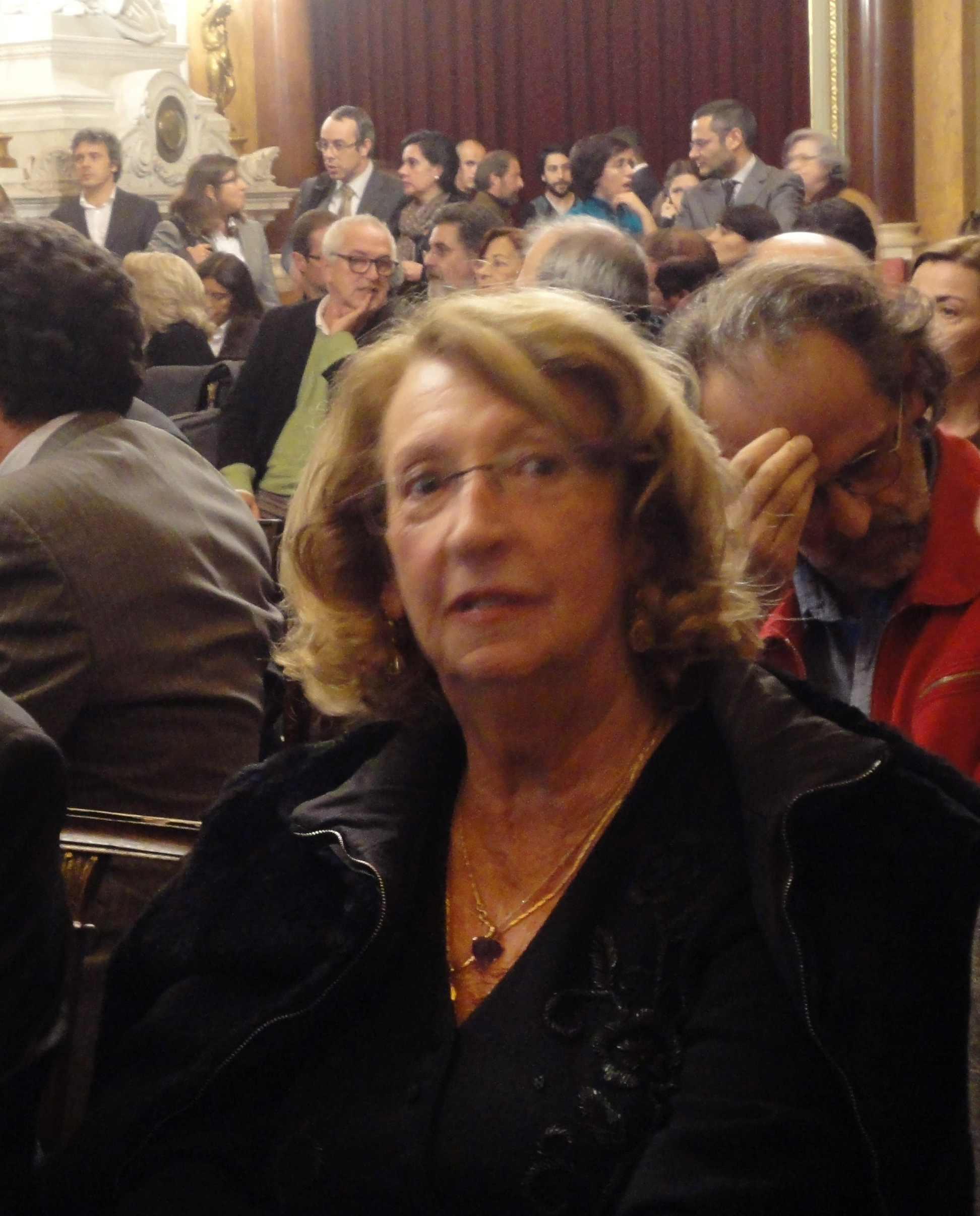
Helena Almeida, artista plástica portuguesa.

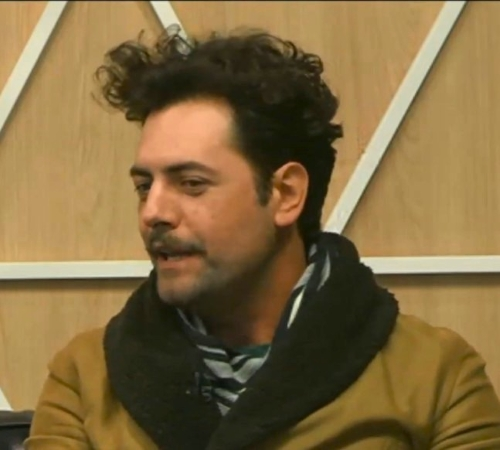
Leonardo Machado, ator brasileiro.

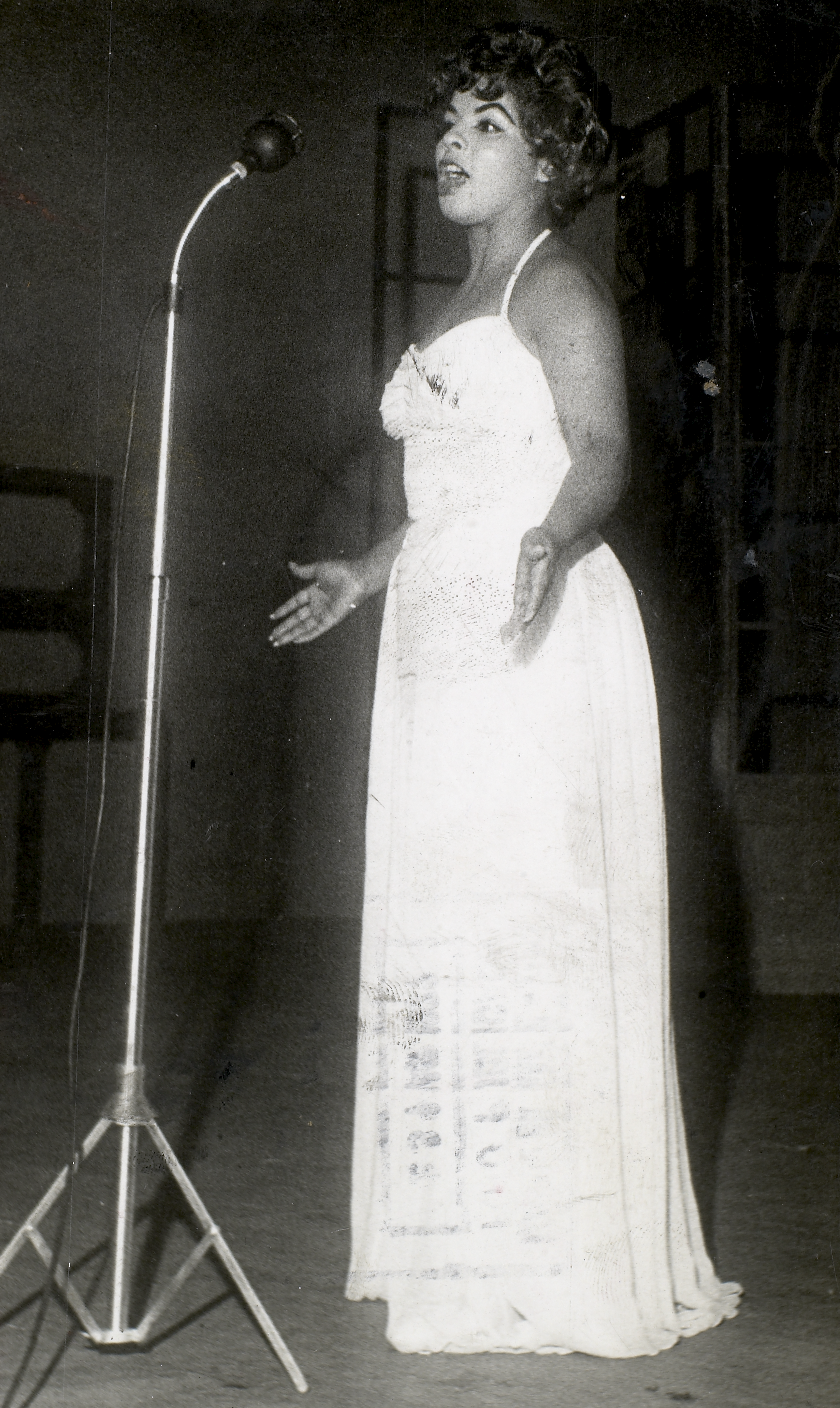
Angela Maria, cantora brasileira.

| Dia | Nome                        | Profissão ou motivo de reconhecimento              | Nacionalidade                      | Ano de nasc. | Ref    |
| --- | --------------------------- | -------------------------------------------------- | ---------------------------------- | ------------ | ------ |
| 3   | José Hugo Celidônio         | Gastrônomo                                         | Brasil                             | 1932         | [ 1 ]  |
| 3   | João Paulo Adour            | Ator                                               | Brasil                             | 1939         | [ 2 ]  |
| 4   | Bill Daily                  | Ator                                               | Estados Unidos                     | 1927         | [ 3 ]  |
| 4   | Jalaluddin Haqqani          | Militar                                            | Afeganistão                        | 1939         | [ 4 ]  |
| 5   | Freddie Oversteegen         | Membro da Resistência holandesa                    | Países Baixos                      | 1925         | [ 5 ]  |
| 5   | Beatriz Segall              | Atriz                                              | Brasil                             | 1926         | [ 6 ]  |
| 6   | Burt Reynolds               | Ator                                               | Estados Unidos                     | 1936         | [ 7 ]  |
| 6   | Claudio Scimone             | Maestro                                            | Itália                             | 1934         | [ 8 ]  |
| 7   | Wilson Moreira              | Cantor e compositor                                | Brasil                             | 1936         | [ 9 ]  |
| 7   | Mac Miller                  | Rapper                                             | Estados Unidos                     | 1992         | [ 10 ] |
| 8   | Chelsi Smith                | Modelo e cantora                                   | Estados Unidos                     | 1973         | [ 11 ] |
| 8   | Graça Araújo                | Jornalista                                         | Brasil                             | 1956         | [ 12 ] |
| 9   | Frank Andersson             | Lutador profissional                               | Suécia                             | 1956         | [ 13 ] |
| 9   | Mr. Catra                   | Cantor e compositor                                | Brasil                             | 1968         | [ 14 ] |
| 9   | Hélio Jaguaribe             | Escritor, advogado, cientista político e sociólogo | Brasil                             | 1923         | [ 15 ] |
| 10  | Michel Bonnevie             | Basquetebolista                                    | França                             | 1921         | [ 16 ] |
| 10  | István Géczi                | Futebolista                                        | Hungria                            | 1944         | [ 17 ] |
| 10  | Paul Virilio                | Filósofo                                           | França                             | 1932         | [ 18 ] |
| 12  | Rachid Taha                 | Cantor                                             | Argélia/ França                    | 1958         | [ 19 ] |
| 12  | Walter Mischel              | Psicólogo                                          | Áustria/ Estados Unidos            | 1930         | [ 20 ] |
| 13  | Albrecht Wellmer            | Filósofo                                           | Alemanha                           | 1933         | [ 21 ] |
| 14  | Branko Grünbaum             | Matemático                                         | Israel                             | 1929         | [ 22 ] |
| 14  | Majid Gholamnejad           | Futebolista                                        | Irão                               | 1983         | [ 23 ] |
| 14  | Alan Abel                   | Escritor e cineasta                                | Estados Unidos                     | 1924         | [ 24 ] |
| 14  | Anneke Grönloh              | Cantora                                            | Indonésia                          | 1942         | [ 25 ] |
| 15  | Warwick Kerr                | Geneticista, engenheiro agrônomo e professor       | Brasil                             | 1922         | [ 26 ] |
| 16  | Maartin Allcock             | Músico                                             | Reino Unido                        | 1957         | [ 27 ] |
| 16  | Albuíno Cunha de Azeredo    | Político                                           | Brasil                             | 1945         | [ 28 ] |
| 17  | Milton Buzetto              | Futebolista e treinador                            | Brasil                             | 1937         | [ 29 ] |
| 18  | Robert Venturi              | Arquiteto                                          | Estados Unidos                     | 1925         | [ 30 ] |
| 20  | George Nicholas Hatsopoulos | Engenheiro mecânico                                | Grécia/ Estados Unidos             | 1927         | [ 31 ] |
| 21  | Tran Dai Quang              | Político                                           | Vietname                           | 1956         | [ 32 ] |
| 23  | Charles Kao                 | Físico                                             | China/ Estados Unidos/ Reino Unido | 1933         | [ 33 ] |
| 25  | Wenceslau Selga Padilla     | Sacerdote                                          | Filipinas                          | 1949         | [ 34 ] |
| 25  | Antonio Roberto Espinosa    | Jornalista                                         | Brasil                             | 1946         | [ 35 ] |
| 26  | Helena Almeida              | Fotógrafa e artista plástica                       | Portugal                           | 1934         | [ 36 ] |
| 26  | Tito Madi                   | Cantor e compositor                                | Brasil                             | 1929         | [ 37 ] |
| 27  | Joaquim Roriz               | Político                                           | Brasil                             | 1936         | [ 38 ] |
| 27  | Marty Balin                 | Músico                                             | Estados Unidos                     | 1942         | [ 39 ] |
| 28  | Leonardo Machado            | Ator e modelo                                      | Brasil                             | 1976         | [ 40 ] |
| 29  | Barnabas Sibusiso Dlamini   | Político                                           | Essuatíni                          | 1942         | [ 41 ] |
| 29  | Otis Rush                   | Cantor e músico                                    | Estados Unidos                     | 1934         | [ 42 ] |
| 29  | Alves Barbosa               | Ciclista                                           | Portugal                           | 1931         | [ 43 ] |
| 29  | Luigi Agnolin               | Árbitro de futebol                                 | Itália                             | 1943         | [ 44 ] |
| 29  | Angela Maria                | Cantora                                            | Brasil                             | 1929         | [ 45 ] |
| 29  | Dirceu Vegini               | Bispo                                              | Brasil                             | 1952         | [ 46 ] |
| 30  | Geraldo Veloso              | Cineasta                                           | Brasil                             | 1944         | [ 47 ] |